# John C. Breckinridge
John Cabell Breckinridge (født 16. januar 1821, død 17. maj 1875) var en amerikansk advokat, politiker og general for Konføderationen under den amerikanske borgerkrig. Som politiker sad han i kongressen, både i Repræsentanternes hus og i Senatet som senator for Kentucky. Han var den sidste krigsminister for konføderationen og senere blev han den 14. vicepræsident i USA. Han gjorde tjeneste under præsident James Buchanan i perioden 1857 – 1861, og er den yngste vicepræsident i USA's historie. 
Breckinridge stillede op som præsidentkandidat ved valget i 1860, men tabte til republikaneren Abraham Lincoln. 